# Mrzlo Polje Žumberačko
Mrzlo Polje Žumberačko falu Horvátországban Zágráb megyében. Közigazgatásilag Zsumberk községhez tartozik.

## Fekvése
Zágrábtól 38 km-re nyugatra, községközpontjától Kostanjevactól 10 km-re északra a Zsumberki-hegységben. A Mrzlo-mező (magyarul Fagyottmező vagy Dermedtmező) , egy hegyekkel körülvett karsztmező szélén fekszik. A településen három, a hegyekben eredő patakocska folyik át. Településrészei Bubini, Milački, Miličini, Zgrabovi, Prcvagi és Stanići.

## Története
A települést az 1531-ben ide érkezett uszkókok alapították. A plébánia első említése 1641-ben történt Rafael Levaković plébánosnak egy innen Rómába küldött levelében. Ebből kitűnik, hogy görögkatolikus plébániáját már 1641 előtt alapították. A plébániához ma 16 település tartozik mintegy 200 hívővel. A mai templom legrégibb részét, a szentélyt és a hajó felét 1666-ban építették. Iskolája 1769-óta működött. Az 1830-as urbárium szerint 9 háza és 44 lakosa volt. 1857-ben 131, 1910-ben 161 lakosa volt. Trianon előtt Zágráb vármegye Jaskai járásához tartozott. 1936-ban itt tartották a zsumberkiek második kongresszusát. Ennek alkalmából a templom falán emléktáblát helyeztek el Petar Stanić plébános, Zsumberk történetírója, valamint a helyi népzene és népszokások lelkes gyűjtője Dana Kovačević tanítónő emlékére. A falunak 2011-ben 41 lakosa volt. Lakói mezőgazdasággal, állattenyésztéssel, szőlőtermesztéssel foglalkoznak.

## Lakosság
| Lakosság változása | Lakosság változása | Lakosság változása | Lakosság változása | Lakosság változása | Lakosság változása | Lakosság változása | Lakosság változása | Lakosság változása | Lakosság változása | Lakosság változása | Lakosság változása | Lakosság változása | Lakosság változása | Lakosság változása | Lakosság változása |
| ------------------ | ------------------ | ------------------ | ------------------ | ------------------ | ------------------ | ------------------ | ------------------ | ------------------ | ------------------ | ------------------ | ------------------ | ------------------ | ------------------ | ------------------ | ------------------ |
| 1857               | 1869               | 1880               | 1890               | 1900               | 1910               | 1921               | 1931               | 1948               | 1953               | 1961               | 1971               | 1981               | 1991               | 2001               | 2011               |
| 131                | 157                | 162                | 168                | 153                | 161                | 160                | 178                | 167                | 156                | 125                | 113                | 97                 | 69                 | 50                 | 41                 |

## Nevezetességei
- Szent Péter és Pál apostolok tiszteletére szentelt görögkatolikus plébániatemploma. Legrégibb része a szentély és a hajó fele 1666-ban épült. A 18. és a 19. században jelentősen bővítették. 1863-ban építették a kórust és a harangtornyot, mely 1867-ben összedőlt. A mai magasabb és zömökebb harangtornyot a 20. század elején emelték. A plébánia épülete 1776-ban épült.
- Közelében található a 13. században épített Szent Lőrinc katolikus templom romja.
- Határában található a Bijela-barlang.

## Híres emberek
Innen származik Sztanics Konstantin (Konstantin Stanić), aki 1814 és 1830 között Kőrös görögkatolikus püspöke volt.